# Sainte-Croix (Ain)
Sainte-Croix (deutsch „Heiligkreuz“) ist eine französische Gemeinde im Département Ain in der Region Auvergne-Rhône-Alpes. Sie gehört zum Kanton Meximieux im Arrondissement Bourg-en-Bresse. Die Bewohner nennen sich Saint-Cruziens.

## Lage
Die Gemeinde Sainte-Croix liegt an der Sereine am Südrand der Seenlandschaft Dombes, 26 Kilometer nordöstlich von Lyon. Sie grenzt im Süden, Westen und Norden an Montluel, im Nordosten an Le Montellier und im Osten an Pizay.

## Bevölkerungsentwicklung
| Jahr                       | 1962 | 1968 | 1975 | 1982 | 1990 | 1999 | 2010 | 2021 |
| -------------------------- | ---- | ---- | ---- | ---- | ---- | ---- | ---- | ---- |
| Einwohner                  | 193  | 176  | 169  | 263  | 365  | 468  | 534  | 547  |
| Quellen: Cassini und INSEE |      |      |      |      |      |      |      |      |

## Sehenswürdigkeiten

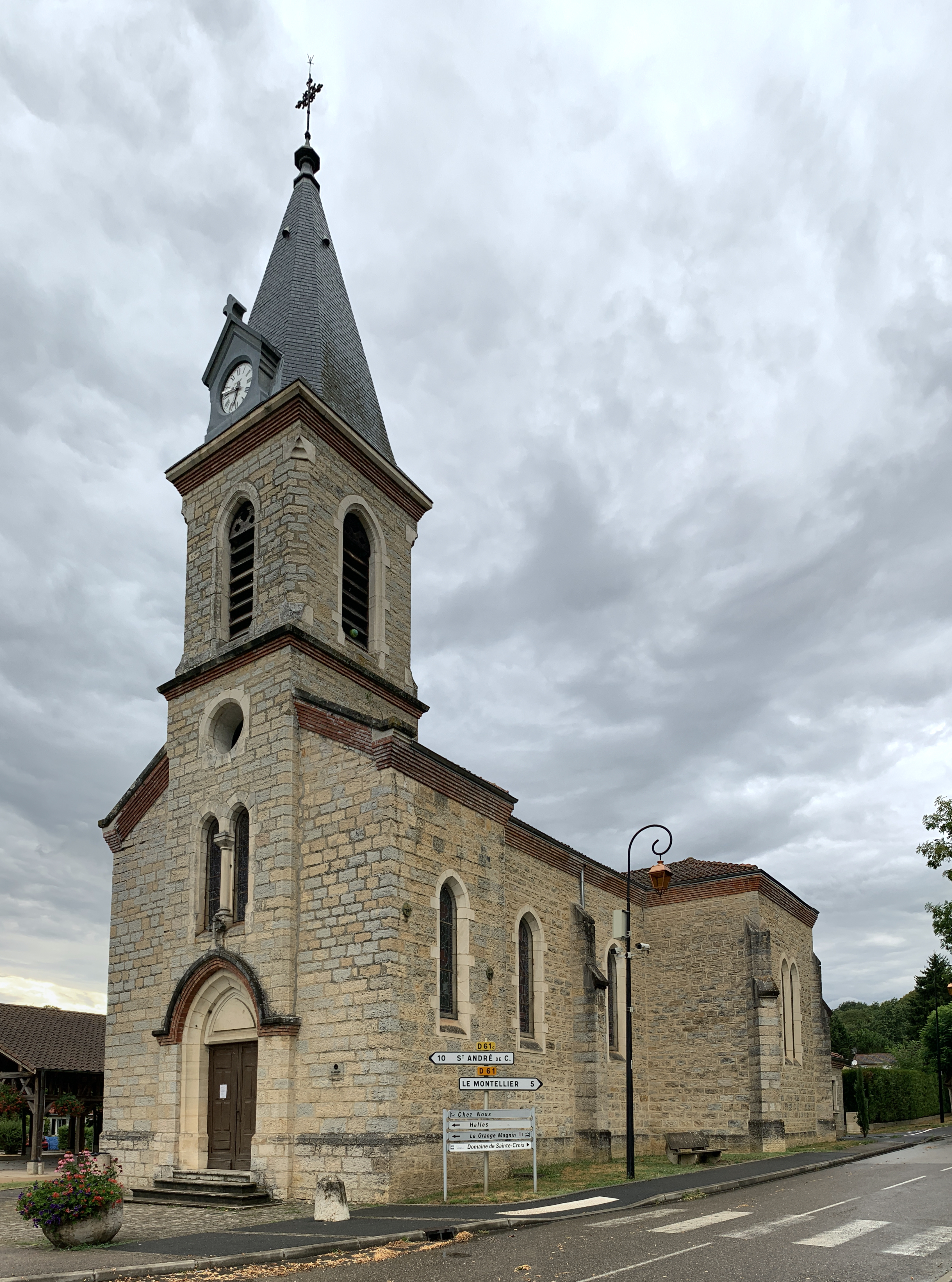
Kirche Saint-Donat
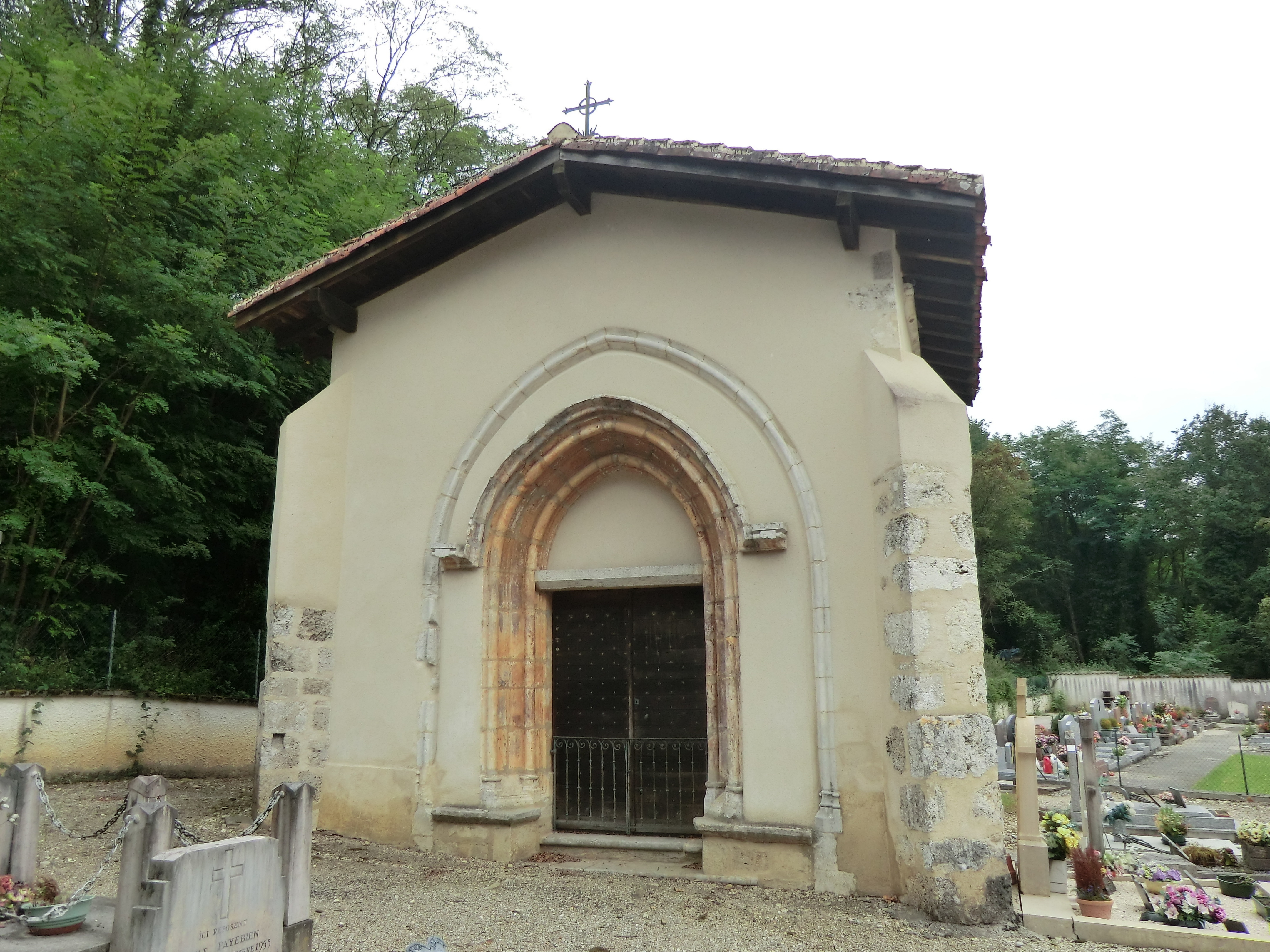
ehemaliges Schloss Sainte-Croix
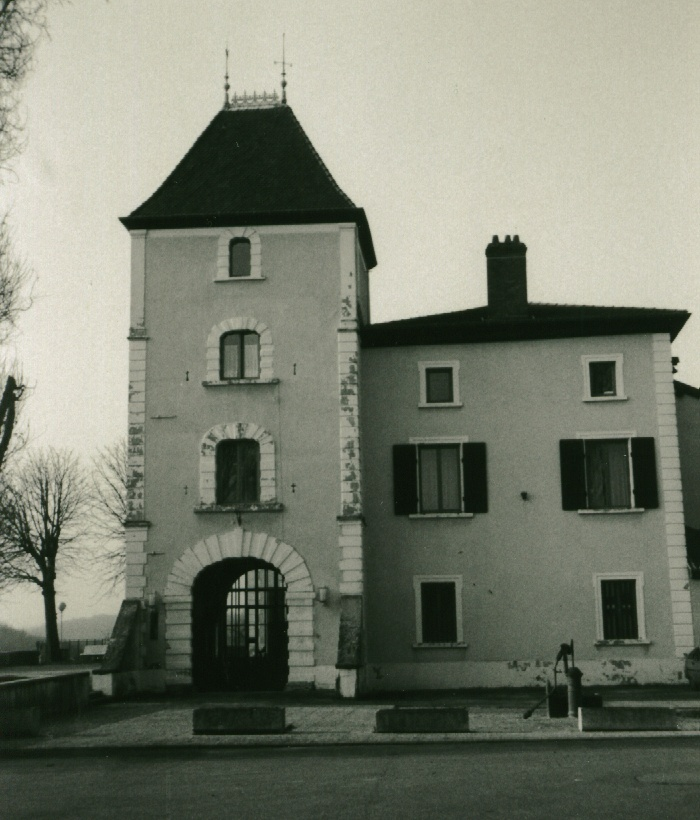
Schloss Sainte-Croix, aufgenommen 1990
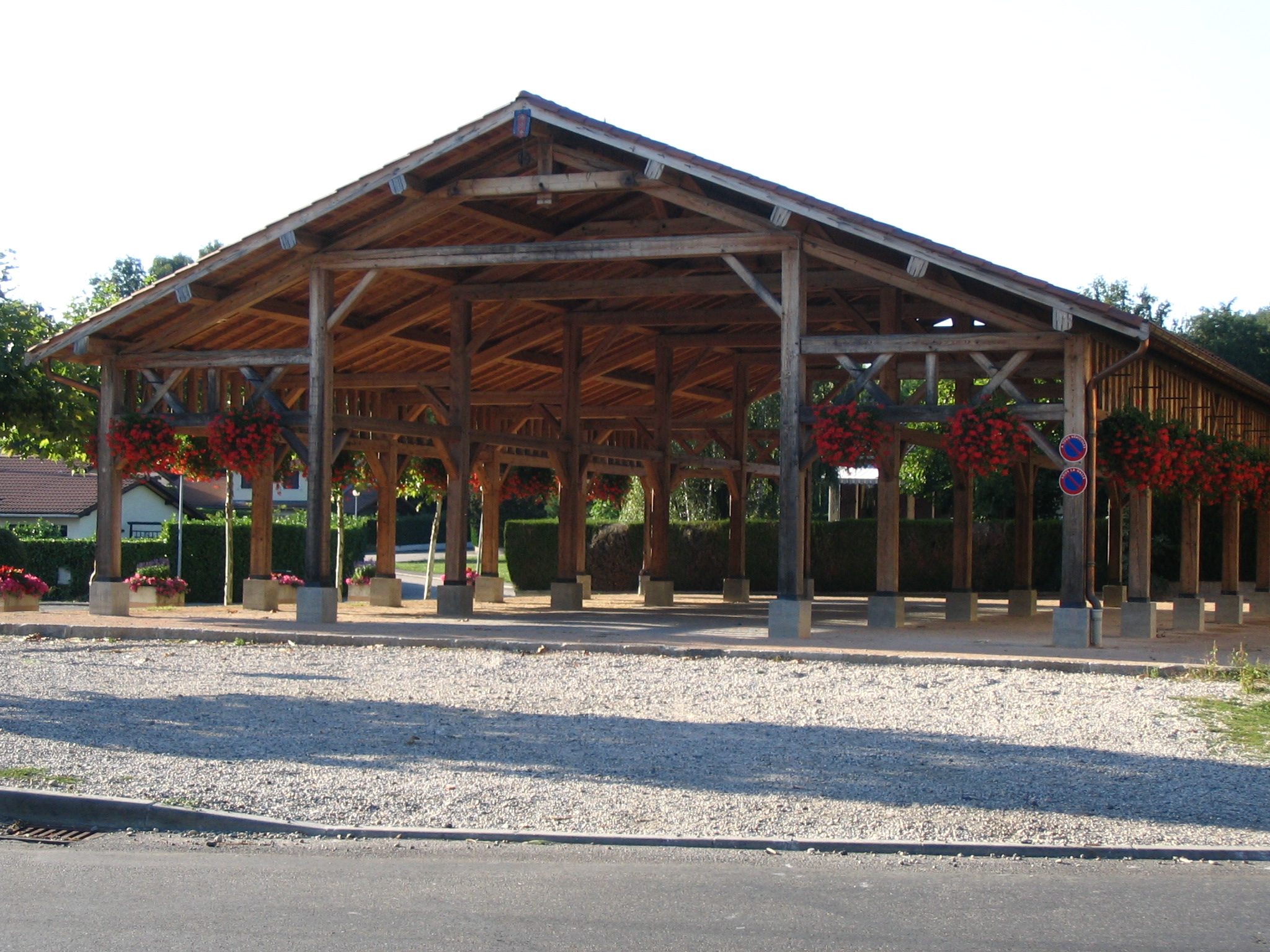
Markthalle
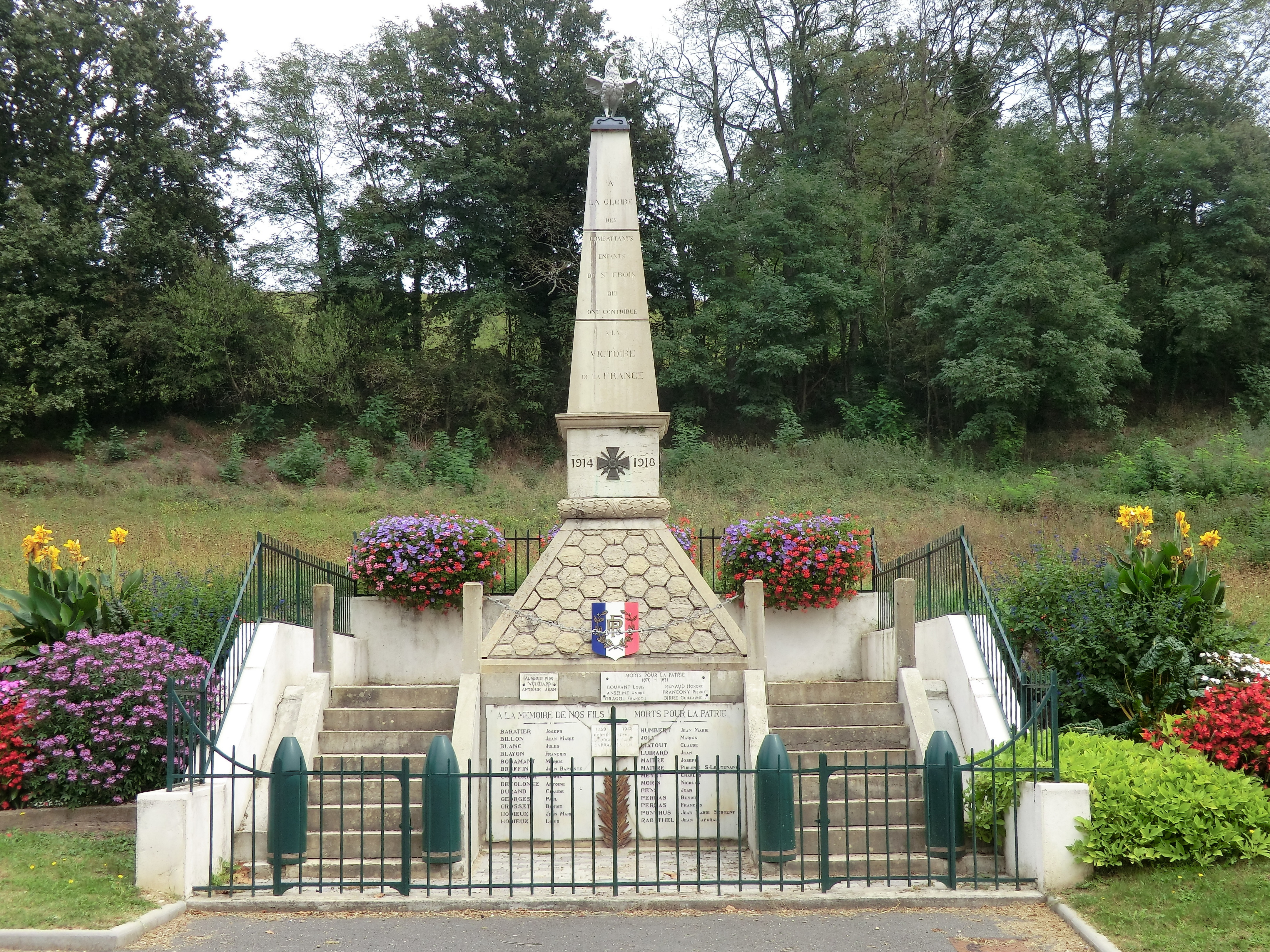
Gefallenendenkmal

- ehemalige Mühlen

- Kirche Saint-Donat
- Kapelle Sainte-Croix
- Schloss Sainte-Croix, aufgenommen 1990
- Markthalle
- Gefallenendenkmal